# Jeanne Eder-Schwyzer
Jeanne Eder-Schwyzer (New York, 2 maart 1894 - Zürich, 24 oktober 1957) was een Zwitserse-Amerikaanse feministe. Van 1947 tot 1957 was ze voorzitster van de Internationale Vrouwenraad.

## Biografie
Jeanne Eder-Schwyzer was een dochter van Fritz Schwyzer, een arts, en van feministe Jeanne Schwyzer-Vogel. Nadat ze was opgegroeid in New York studeerde ze chemie aan de Universiteit van Zürich, waar ze in 1919 een doctoraat behaalde. In 1920 huwde ze Robert Eder.
Van 1935 tot 1938 was ze voorzitster van de Zwitserse vereniging van universitaire vrouwen. In 1935 was ze tevens medeoprichtster en van 1939 tot 1949 ook voorzitster van de vrouwenafdeling van de radicalen in Zürich. Van 1937 tot 1948 zat ze ook de vereniging voor het vrouwenstemrecht in het kanton Zürich voor. In 1946 zat ze in Zürich het derde Zwitserse congres voor vrouwenbelangen voor. Daarna was ze medeoprichtster van het Schweizerisches Institut für Hauswirtschaft. Van 1949 tot 1957 was ze lid van de raad van bestuur van de Bund Schweizerischer Frauenvereine (BSF). Eveneens vanaf 1949 en tot 1954 was ze vertegenwoordigster van deze organisatie in de Zwitserse nationale commissie bij de UNESCO.
Van 1947 tot 1957 was ze ook voorzitster van de Internationale Vrouwenraad, de oudste internationale vrouwenorganisatie zonder winstoogmerk die in 1888 was opgericht.